# Лаб
Лаб е река в Косово, която извира от Копаоник.
Образува се от Мургулска река и Речица в местността Палатно или Връхлаб, където се е намирала резиденцията на крал Стефан Милутин.
Влива се в Ситница. 